# Зайкаускас, Брониславас Адомович
Бронисловас Адомович Зайкаускас — советский хозяйственный и политический деятель.

## Биография
Родился в 1934 году в деревне Бальчюнишкяй. Член КПСС.
Окончил экономический факультет Вильнюсского государственного университета.
С командой-восьмиместкой становился победителем в различных соревнованиях по академической гребле в Литовской ССР, трижды становился бронзовым призёром чемпионатов СССР по академической гребле. Председатель федерации академической гребли Литовской ССР в 1985—1989 годах.
В 1959—1960 гг. — экономист Министерства мясной и молочной промышленности Литовской ССР.
В 1960—1976 гг. — ответственный работник Госплана Литовской ССР.
В 1976—1979 гг. — заместитель, в 1979—1984 — первый заместитель Госплана Литовской ССР.
Лауреат Государственной премии Литовской ССР (1983). Присвоено почетное звание «Заслуженный экономист Литовской ССР» (1984).
В 1984—1988 гг. — председатель Госплана Литовской ССР.
В 1988—1990 гг. — секретарь ЦК КП Литвы.
Избирался депутатом Верховного Совета Литовской ССР 10-11-го созывов.
В 1990—1993 гг. — работник аппарата Сейма Литвы.
В 1993—1995 гг. — директор Департамента маркетинга банка «Hermio»
В 1995—1996 гг. — председатель правления Литовского кооперативного банка.
Признан виновным в растрате активов банка и приговорен к 2,5 годам лишения свободы.
В 2000—2008 гг. — эксперт по экономике и предпринимательству Конфедерации предпринимателей Литвы.
Умер в 2008 году в Вильнюсе.

## Награды
- Орден Октябрьской Революции (1976)
- Орден Трудового Красного Знамени (1981)
- Орден Дружбы народов (1986)